# Obec (Francie)

Hustota francouzských obcí podle departementů

Obec (francouzsky commune) je ve Francii po regionech a departementech nejnižší územní správní jednotkou (collectivité territoriale), která je srovnatelná s obcí v České republice. Celkem se na celém území francouzského státu (včetně zámořských území) nachází 36 782 obcí (stav k 1. lednu 2009).

## Teritoriální členění
Samospráva obcí je nezávislá na vyšších územních celcích – regionech a departementech – a na administrativním členění departementů na arrondissementy a kantony. Zvláštní postavení má pouze hlavní město Paříž, které je zároveň obcí i departementem.
Všechny obce ve Francii tvoří vždy část regionu, departementu (kromě Paříže) a arrondissementu. Hranice kantonů se oproti tomu mohou někdy krýt s hranicemi obcí. Menší obce tvoří část kantonu, větší obce tvoří naopak celý samostatný kanton, který může zahrnovat i sousedící menší obce.
Obce Paříž, Lyon a Marseille jsou rozděleny do městských obvodů (arrondissement), které však mají zcela jinou funkci než arrondissementy, na které se dělí departementy.
Kromě kontinentální Francie a pěti zámořských departementů je i většina zámořských společenství rozdělena na obce. Výjimku tvoří Wallis a Futuna, které se člení na tři místní tradiční království, která mají 36 vesnic, dále Saint-Barthélemy a Saint-Martin a rovněž území bez stálých obyvatel (Francouzská jižní a antarktická území a Clippertonův ostrov), které žádné místní orgány nemají.
K 1. lednu 2009 existovalo 36 782 obcí, z čehož se 36 570 nacházelo v evropské Francii, 112 v zámořských departementech a 100 v ostatních zámořských společenstvích. Počet samostatných obcí ve Francii je ve srovnání s jinými zeměmi výrazně vyšší, neboť za posledních 200 let neproběhla žádná systematická územně správní reforma.
V rámci některých obcí se nacházejí tzv. přidružené obce (communes associées), kterých bylo v roce 2006 kolem 730. Jedná se o bývalé samostatné obce, které si udržují omezenou samostatnost v rámci současných obcí.
Podle statistického územního členění Eurostatu odpovídají francouzské obce (stejně jaké české obce) úrovni LAU 2. Každá obec má dále statistický identifikační kód, který jí přidělil INSEE.

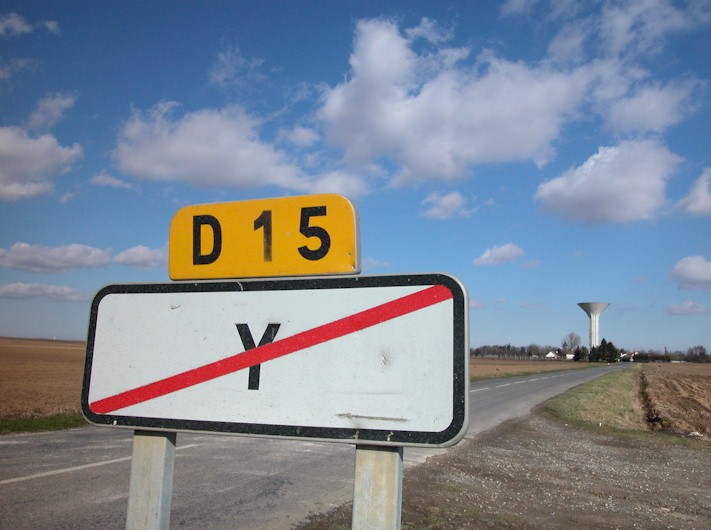
Označení konce obce Y

## Historie
Obce vznikly ze statusů měst a farních obvodů bývalého Francouzského království a byly během Velké francouzské revoluce právně ukotveny. V roce 1884 obdržely zákonem o volbách do obecní rady (conseil municipal) rozsáhlou autonomii.

## Orgány obce
Každá obec si volí v přímých volbách vlastní obecní radu. Radě předsedá starosta (maire), který má své zástupce, tzv. přidělence (adjoints). Starosta má v rámci obce výkonnou moc, zastupuje obec navenek a je zodpovědný za obecní rozpočet.

## Svazky obcí
Sousedící obce mohou společně vytvořit svazek obcí, který se ve Francii podle velikosti a statusu nazývá métropole, communauté urbaine, communauté d'agglomération nebo communauté de communes. V roce 2012 bylo ve Francii 15 communauté urbaine se 7,2 milióny obyvatel, 213 communauté d'agglomération (25,5 miliónů obyvatel) a 2581 communauté de communes (téměř 27,5 miliónů obyvatel). Svazek métropole vytvořilo pouze město Nice.